# Philodendron chirripoense
Philodendron chirripoense är en kallaväxtart som beskrevs av Thomas Bernard Croat och Michael Howard Grayum. Philodendron chirripoense ingår i släktet Philodendron och familjen kallaväxter. Inga underarter finns listade.